# Jaunagorri
Jaunagorri, Jaun gorri, Jona gorri ou Yaunagorri, est le « seigneur rouge » du mont Auñamendi,un génie associé à Mari et une des créatures de la mythologie basque.

## Étymologie
Jauna gorri signifie littéralement en basque le seigneur (jaun) rouge (gorri) et se prononce « Yaounagorri ».
Selon Claude Dendaletche, le rouge (gorri), le noir (beltz) et le blanc (zuri/xuri) sont des couleurs qui font partie du « spectre chromatique de la civilisation des montagnes basques », qui sont en lien avec la mythologie basque. À travers des couleurs démoniques par excellence que sont le rouge et le noir, en opposition avec le blanc, ce spectre de couleur sert à construire des toponymes faisant référence à des animaux  Beigorri, Aatxegorri, Akerbeltz) ou à des montagnes (Otxogorrigaina, Lurgorri, Harranbeltz). Peut-être s'agit-il de conjurer ainsi les dangers liés à ces lieux.

## Description

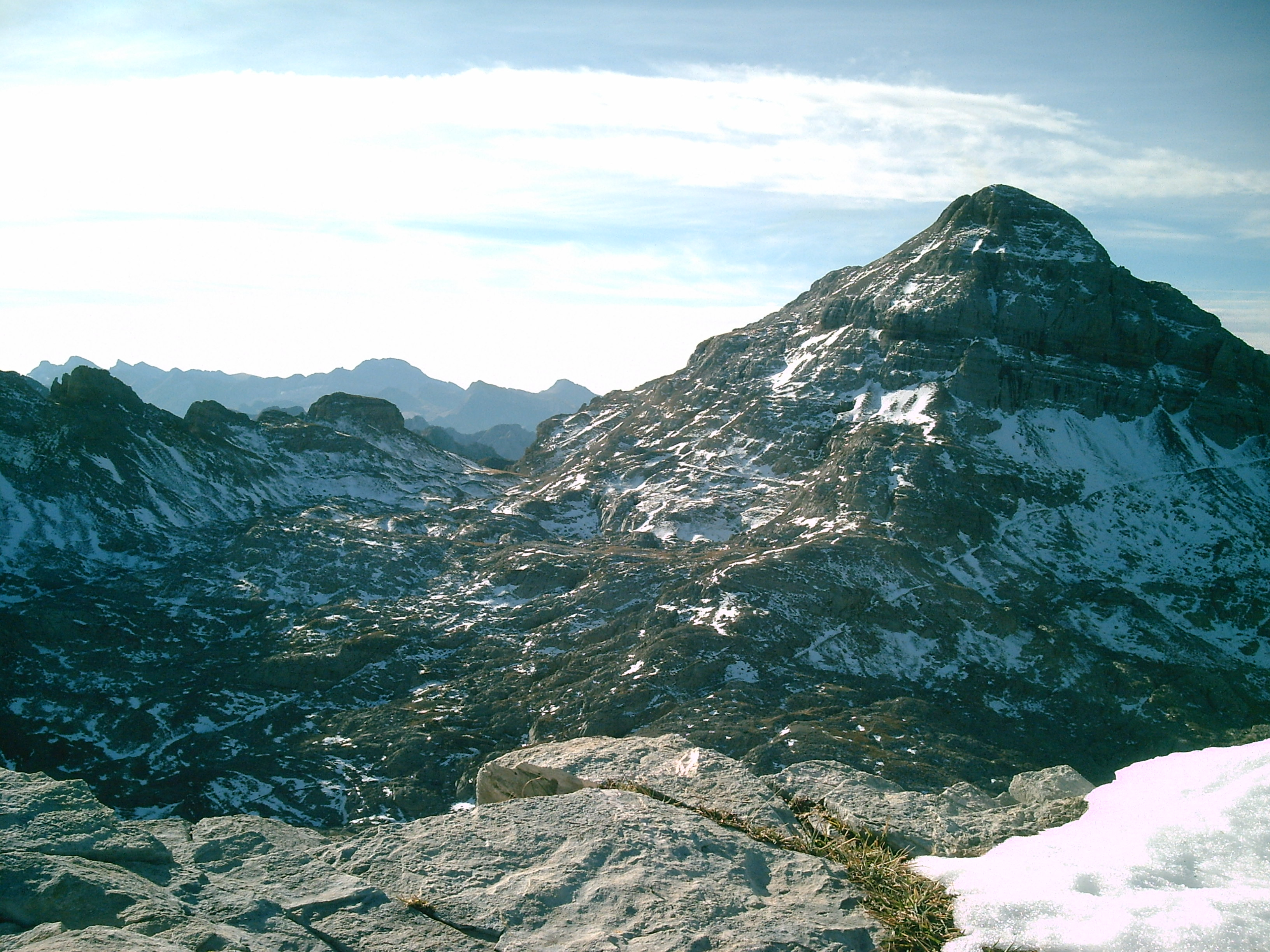
Le Auñamendi, demeure du Jaunagorri.

Aucun des auteurs ne donne de renseignements sur l'apparence physique du Jaunagorri, sinon qu'il serait habillé de rouge. 
On situe sa demeure habituelle au sommet du pic d'Anie (2504 m), en basque|Auñamendi ou Ahuñamendi, dans les Pyrénées, aujourd'hui limitrophe entre Béarn et Pays basque, le mont est considéré comme « haut lieu traditionnel de la montagne basque » ou « montagne sacrée des Basques ». Le mont possèderait un jardin merveilleux produisant des fruits qui donneraient l'immortalité. Mais les audacieux qui tentent l'ascension de la montagne sont repoussés par de terribles orages, ou des tempêtes de grêle déclenchés par le Seigneur rouge.
Peu avant la Révolution, le savant Jean-Charles de Borda fut empêché par les habitants de Lescun, pour cette raison, de tenter l'ascension du pic d'Anie. Selon d’autres sources, il s'agissait de son cousin, le géologue Jean-François de Borda.

## Légendes
Auñamendi ou Ani était son siège au sommet de la montagne. Jona Gorri a un magnifique palais au sommet d'Auñamendi, et comme on dit à Baretous, certaines plantes qui y poussent donnent l'immortalité. La potion à base de plantes locales fabriquée donnerait à n'importe quel humain assez de force pour vaincre les "Peluts", géants qui sont les gardiens du palais de Jonah Gorri et de ses jardins. Le nom "Peluts" est gascon, et apparemment c'étaient des créatures mythologiques semblables au Basajaun. La légende selon laquelle des résidences magiques de palais ou de créatures mythologiques sont situées sur les plus hauts sommets des Pyrénées est répandue dans toute la chaîne de montagnes. Ces Peluts gardent les trésors de Jona Gorri dans les grottes les plus profondes de l'énorme lapiaz d'Auñamendi.
Selon Barandiaran, certains habitants de Lescun voyaient dans Jaunagorri une représentation de Mari, toujours en relation avec les orages que ce personnage pouvait provoquer. Et d'après Taine, les habitants de Lescun, qui voient les orages et la foudre se former sur la montagne d'Anie, la regardent comme le séjour de leur Yona-Gorri, mot à mot, l'être habillé couleur de feu. Ils voient d'un œil inquiet tout étranger qui va sur cette montagne, parce que Yona-Gorri s'irrite de ces visites indiscrètes, et se venge en lançant des orages sur les plaines.
Dans certains contes, c'est un personnage de châtelain très riche quelque peu apparenté au diable, qui voit ses tentatives contrecarrées par Saint-Pierre.